# Гондецкий, Станислав
Станислав Гондецкий (пол. Stanisław Gądecki; род. 19 октября 1949, Стшельно, Куявско-Поморское воеводство) — польский католический прелат, доктор богословия, библеист, публицист. Архиепископ Познанский с 28 марта 2002 по 19 марта 2025. Титулярный епископ Рубикона и вспомогательный епископ Гнезненской архиепархии (1992—2002). Председатель Конференции католических епископов Польши (2014—2024).

## Биография
Родился 19 октября 1949 года в польском городе Стшельно. В 1967—1973 годах учился в Высшей духовной семинарии города Гнезно, после окончания которой 9 июня 1973 года был рукоположен во священники.
В 1973 году продолжал изучение библеистики в Папском библейском институте в Риме.
В 1976—1977 годах углубляет свои знания в области археологии и иудео-христианства в иерусалимском Studium Biblicum Franciscanum.
В 1982 году защищает докторскую диссертацию на тему: «La liberazione е salvezza nel secondo libro dei Maccabei» («Свобода и спасение во Второй книге Маккавейской») в Папском университете Святого Фомы Аквинского в Риме.
С 1982 года преподает библеистику, а также английский и немецкий языки в Высшей духовной семинарии Гнезно. Тогда же начинает преподавание экзегезы Ветхого Завета в Духовной семинарии Казимеж-Бискупи, и мирянам в Богословском институте города Гнезно и Институте Христианской Культуры города Быдгощ.
В 1982—1986 годах он организовывает паломничества в Египет и на Святую Землю, а также занимается пастырской деятельностью в города Гнезно.
В 1986—1989 годах — вице-ректор Высшей духовной семинарии Гнезно.
В 1989 году посещает США для участия в программе по изучению богословия, литургики и культуры иудаизма, а также для ознакомления с американским религиозным плюрализмом в чикагском еврейском институте Spertus College of Judaica.
Затем до 1990 года вёл исследовательскую работу при иерусалимской археологической школе Ecole Biblique.
Он неоднократно принимал участие в различных научных съездах, конференциях и симпозиумах. Написал и издал 34 книги, в том числе учебники по Библеистике, 113 статей и 69 проповедей.
1 февраля 1992 года был назначен, а 25 марта того же года рукоположен во вспомогательного епископа Гнезненской архиепархии с саном  титулярного епископа Рубикона.
С 14 марта 1992 года является членом Комиссии по делам Католического Информационного Агентства. С 4 июля того же года — вице-председатель, а с 10 марта 1994 года — председатель Комиссии Польского Епископата по вопросам Диалога с Иудаизмом.
С 1 мая 1996 года — Председатель Совета по вопросам Религиозного Диалога при Конференции католических епископов Польши, в который входят Комитеты по вопросам диалога с иудаизмом, с нехристианскими религиями и с неверующими.
23 февраля 1995 года Папа Иоанн Павел II назначил его консультантом Папской Комиссии по религиозным отношениям с иудаизмом в Римской курии.
С 28 апреля 2002 года был назначен архиепископом, митрополитом Познанским.
19 марта 2004 года был избран вице-председателем Конференции католических епископов Польши.
12 марта 2014 года был избран председателем Конференции католических епископов Польши.

## Позиция и взгляды
Имеет крайне консервативные взгляды. Например заявлял, что политики, поддерживающие аборты, не могут получить Святое Причастие.
Смело высказывает свои взгляды и публично критикует Ватикан за модернизм и нерешительность в некоторых принципиальных вопросах.

## Публикации
- Гондецкий С., еп. Введение в синоптические Евангелия. — М. : КПЦ «Духовная Библиотека», 2004. — 396 с. — ISBN 5-94270-025-7.
- Гондецкий С., архиеп. Писания Иоанна. — М. : КПЦ «Духовная Библиотека», 2005. — 198 с. — ISBN 5-94270-032-Х.